# Goerodes kanda
Goerodes kanda är en nattsländeart som beskrevs av Martin E. Mosely 1941. Goerodes kanda ingår i släktet Goerodes och familjen kantrörsnattsländor. Inga underarter finns listade i Catalogue of Life.